# Scutascirus braziliensis
Scutascirus braziliensis är en spindeldjursart som beskrevs av Den Heyer 1980. Scutascirus braziliensis ingår i släktet Scutascirus och familjen Cunaxidae. Inga underarter finns listade i Catalogue of Life.